# SK Odessa
Maillots
Le Sportyvny Klub Odessa (en ukrainien : Спортивний Клуб Одеса), plus couramment abrégé en SK Odessa, est un ancien club ukrainien de football fondé en 1944 puis disparu en 1999 et basé dans la ville d'Odessa.

## Histoire
Le club est fondé en 1944 par l'armée soviétique sous le nom ODO et évolue durant ses premières années au niveau régional. Renommé SKVO en 1957, il intègre dès l'année suivante la deuxième division soviétique où il devient rapidement une équipe de haut de classement, devenant en parallèle le SKA à partir de 1960. Il se démarque également en coupe nationale en atteignant le stade des demi-finales en 1960.
Après un bref passage au troisième échelon en 1963, il enchaîne deux promotions d'affilée et découvre ainsi la première division en 1965. Passant deux saisons au sein de l'élite, il termine dans les deux cas largement dernier et est relégué au terme de l'exercice 1966. 
Il passe ensuite trois saisons en deuxième division avant de tomber au troisième échelon en 1970, où il évolue durant une grande partie des années 1970. Le club est par ailleurs déplacé durant cette période dans la ville moldave de Tiraspol où il évolue sous le nom Zvezda et FK Tiraspol entre 1972 et 1975 avant de revenir à Odessa et de reprendre son ancienne appellation en 1976.
Le SKA fait finalement son retour au deuxième échelon en 1978 et passe cinq années à ce niveau avant de retomber au niveau inférieur en 1983. Il passe par la suite ses dernières années soviétiques au sein de la troisième division.
Après la fin des compétitions soviétiques, le club est repris par la ville d'Odessa et prend l’appellation SK Odessa. Il intègre dans la foulée la première division ukrainienne en 1992, dont il est directement relégué après avoir terminé dernier du deuxième groupe. Il tombe par la suite dans le bas de classement de la deuxième division jusqu'à sa relégation au terme de la saison 1996-1997 et passe ensuite deux saisons en troisième division. Bien que vainqueur du groupe B en 1999, le manque de financement oblige le SK Odessa à disparaître la même année. Son personnel est par la suite intégré à l'autre équipe locale du Tchornomorets Odessa comme base pour la refondation de son club-école du Tchornomorets-2.

## Bilan sportif

### Classements en championnat
La frise ci-dessous résume les classements successifs du club en championnat.

### Bilan par saison
Légende
- Promotion en division supérieure
- Relégation en division inférieure

| Saison    | Championnat  | Championnat | Championnat | Championnat | Championnat | Championnat | Championnat | Championnat | Championnat | Championnat | Coupe d'URSS        |
| Saison    | Division     | Pos         | Pts         | J           | V           | N           | D           | BP          | BC          | Diff        | Coupe d'URSS        |
| --------- | ------------ | ----------- | ----------- | ----------- | ----------- | ----------- | ----------- | ----------- | ----------- | ----------- | ------------------- |
| 1958      | 2e Zone 1    | 1er         | 45          | 30          | 19          | 7           | 4           | 51          | 15          | +36         | Premier tour Q      |
| 1959      | 2e Zone 4    | 3e          | 36          | 28          | 16          | 4           | 8           | 41          | 26          | +15         | —                   |
| 1960      | 2e Ukraine 2 | 2e          | 58          | 36          | 25          | 8           | 3           | 69          | 24          | +45         | Demi-finales        |
| 1961      | 2e Ukraine 2 | 1er         | 54          | 36          | 23          | 8           | 5           | 68          | 26          | +42         | Premier tour Q      |
| 1962      | 2e Ukraine 2 | 1er         | 34          | 24          | 12          | 10          | 2           | 46          | 21          | +25         | Huitièmes de finale |
| 1963      | 3e Ukraine 2 | 1er         | 58          | 38          | 23          | 12          | 3           | 59          | 11          | +48         | Seizièmes de finale |
| 1964      | 2e           | 2e          | 33          | 26          | 10          | 13          | 3           | 27          | 19          | +8          | Deuxième tour       |
| 1965      | 1re          | 17e         | 12          | 32          | 3           | 6           | 23          | 22          | 65          | -43         | Seizièmes de finale |
| 1966      | 1re          | 19e         | 15          | 36          | 1           | 13          | 22          | 16          | 56          | -40         | Seizièmes de finale |
| 1967      | 2e Groupe 2  | 19e         | 28          | 38          | 6           | 16          | 16          | 21          | 44          | -23         | Premier tour        |
| 1968      | 2e Groupe 1  | 3e          | 50          | 40          | 19          | 12          | 9           | 50          | 30          | +20         | Premier tour        |
| 1969      | 2e Groupe 3  | 17e         | 36          | 42          | 13          | 10          | 19          | 36          | 55          | -19         | Troisième tour      |
| 1970      | 3e Zone 1    | 20e         | 30          | 42          | 12          | 6           | 24          | 34          | 56          | -22         | Deuxième tour       |
| 1971      | 3e Zone 1    | 12e         | 51          | 50          | 18          | 15          | 17          | 50          | 48          | +2          | —                   |
| 1972      | 3e Zone 3    | 6e          | 39          | 36          | 15          | 9           | 12          | 33          | 26          | +7          | —                   |
| 1973      | 3e Zone 4    | 5e          | 38          | 34          | 18          | 5           | 11          | 43          | 32          | +11         | —                   |
| 1974      | 3e Zone 6    | 11e         | 39          | 38          | 9           | 21          | 8           | 40          | 40          | 0           | —                   |
| 1975      | 3e Zone 6    | 13e         | 30          | 32          | 8           | 14          | 10          | 36          | 46          | -10         | —                   |
| 1976      | 3e Zone 6    | 3e          | 45          | 38          | 16          | 13          | 9           | 46          | 33          | +13         | —                   |
| 1977      | 3e Zone 2    | 1er         | 68          | 44          | 31          | 6           | 7           | 85          | 31          | +54         | —                   |
| 1978      | 2e           | 11e         | 34          | 38          | 12          | 10          | 16          | 43          | 51          | -8          | Huitièmes de finale |
| 1979      | 2e           | 15e         | 45          | 46          | 17          | 11          | 18          | 54          | 61          | -7          | Phase de groupes    |
| 1980      | 2e           | 16e         | 42          | 46          | 16          | 10          | 20          | 52          | 47          | +5          | Phase de groupes    |
| 1981      | 2e           | 16e         | 44          | 46          | 16          | 13          | 17          | 62          | 54          | +8          | Phase de groupes    |
| 1982      | 2e           | 20e         | 34          | 42          | 11          | 13          | 18          | 40          | 48          | -8          | Phase de groupes    |
| 1983      | 3e Zone 6    | 4e          | 65          | 50          | 27          | 11          | 12          | 66          | 29          | +37         | —                   |
| 1984      | 3e Zone 6    | 4e          | 45          | 36          | 19          | 7           | 10          | 65          | 37          | +28         | —                   |
| 1985      | 3e Zone 6    | 5e          | 49          | 40          | 18          | 13          | 9           | 65          | 45          | +20         | —                   |
| 1986      | 3e Zone 6    | 13e         | 37          | 40          | 14          | 9           | 17          | 39          | 44          | -5          | —                   |
| 1987      | 3e Zone 6    | 5e          | 64          | 52          | 25          | 14          | 13          | 64          | 45          | +19         | Premier tour        |
| 1988      | 3e Zone 6    | 3e          | 64          | 50          | 25          | 14          | 11          | 65          | 46          | +19         | —                   |
| 1989      | 3e Zone 6    | 7e          | 59          | 52          | 17          | 25          | 10          | 58          | 44          | +14         | Premier tour        |
| 1990      | 3e Ouest     | 6e          | 49          | 42          | 21          | 7           | 14          | 59          | 32          | +27         | Deuxième tour       |
| 1991      | 3e Ouest     | 10e         | 43          | 42          | 18          | 7           | 17          | 46          | 42          | +4          | Premier tour        |
| 1991      | 3e Ouest     | 10e         | 43          | 42          | 18          | 7           | 17          | 46          | 42          | +4          | Premier tour        |
| Saison    | Championnat  | Championnat | Championnat | Championnat | Championnat | Championnat | Championnat | Championnat | Championnat | Championnat | Coupe d'Ukraine     |
| Saison    | Division     | Pos         | Pts         | J           | V           | N           | D           | BP          | BC          | Diff        | Coupe d'Ukraine     |
| 1992      | 1re Groupe 2 | 10e         | 7           | 18          | 3           | 1           | 14          | 15          | 32          | -17         | Seizièmes de finale |
| 1992-1993 | 2e           | 12e         | 40          | 42          | 15          | 10          | 17          | 54          | 61          | -7          | Huitièmes de finale |
| 1993-1994 | 2e           | 13e         | 33          | 38          | 12          | 9           | 17          | 43          | 54          | -11         | Deuxième tour       |
| 1994-1995 | 2e           | 12e         | 56          | 42          | 16          | 8           | 18          | 51          | 51          | 0           | Seizièmes de finale |
| 1995-1996 | 2e           | 18e         | 44          | 42          | 11          | 11          | 20          | 35          | 63          | -28         | Troisième tour      |
| 1996-1997 | 2e           | 21e         | 50          | 46          | 14          | 8           | 24          | 47          | 79          | -32         | Deuxième tour       |
| 1997-1998 | 3e Groupe B  | 3e          | 61          | 32          | 18          | 7           | 7           | 48          | 29          | +19         | Quatrième tour      |
| 1998-1999 | 3e Groupe B  | 1er         | 68          | 26          | 22          | 2           | 2           | 73          | 13          | +60         | Huitièmes de finale |

## Entraîneurs du club
La liste ci-dessous présente les différents entraîneurs connus du club au cours de son histoire.
| - Sergueï Chapochnikov (août 1952-1960) - Ilia Lobjanidze (1960-1961) - Matveï Tcherkasski (1962) - Viktor Fiodorov (ru) (1963-1965) - Alekseï Mamykine (1966-1967) - Konstantin Kvotchak (1968-1969) - Guennadi Matveïev (1971) - Mikhaïl Iermolaïev (1972-juin 1976) - Vladimir Tchemeliov (juin 1976-1981) - Vladimir Kaplitchny (1983-1984) - Viktor Zoubkov (ru) (1985) | - Iosif Betsa (1986) - Edouard Maslovski (1987-mai 1989) - Sergueï Maroussine (mai 1989-juillet 1989) - Vladimir Galitski (juillet 1989-décembre 1989) - Aleksandr Tarkhanov (1990) - Serhiy Maroussyne (1991-juin 1992) - Volodymyr Smarovoz (août 1992-novembre 1992) - Serhiy Jarkov (en) (janvier 1993-juillet 1993) | - Volodymyr Smarovoz (juillet 1993-juillet 1994) - Serhiy Maroussyne (juillet 1994-juin 1997) - Valeri Melnik (juin 1997-août 1997) - Oleksandr Chtcherbakov (ru) (août 1997-septembre 1997) - Oleksandr Holokolosov (en) (septembre 1997-octobre 1998) - Oleksandr Chtcherbakov (ru) (novembre 1998-avril 1999) - Ihor Nakonetchny (en) (avril 1999-juin 1999) |